# Arcadius
Arcadius (tiếng Latinh: Flavius Arcadius Augustus; tiếng Hy Lạp: Ἀρκάδιος; 377/378 – 1 tháng 5, 408) là Hoàng đế Đông La Mã từ năm 395 đến 408. Ông là con trưởng của Hoàng đế Theodosius I và người vợ đầu Aelia Flaccilla và là anh trai của Hoàng đế Tây La Mã Honorius. Là một ông vua bất tài chỉ được tiếng ngoan đạo, triều đại của ông liên tục bị chi phối bởi một loạt các quyền thần và người vợ yêu dấu Aelia Eudoxia khiến nội bộ của Đế quốc Đông La Mã bị chút xáo trộn lúc ban đầu.

## Tiểu sử

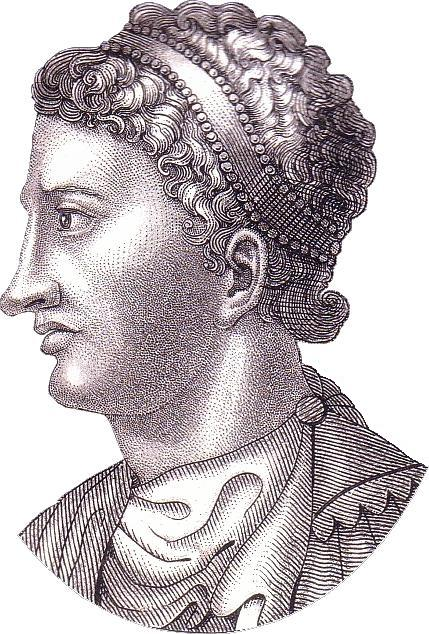
Bản in khắc hình Arcadius

Arcadius được sinh ra tại Hispania, trong một danh gia vọng tộc có người cha là Hoàng đế Theodosius I và mẹ là Aelia Flaccilla cùng với đứa em trai là Hoàng đế Tây La Mã Honorius. Cha ông đã đưa ông lên làm Augustus và đồng cai trị nửa phía Đông của Đế quốc vào tháng 1 năm 383. Đến lượt em trai ông cũng được tôn làm Augustus nửa phía Tây của Đế quốc vào năm 393.
Trong suốt thời kỳ trị vì, cả hai vị hoàng đế hai nửa Đông Tây chỉ là những ông vua bù nhìn không hơn không kém, quyền bính đều nằm trong tay các viên cận thần đầy quyền lực như Honorius bị viên tướng (magister militum) người La Mã gốc Vandal Flavius StIlyicho khống chế, trong khi Arcadius bị viên pháp quan thái thú (Praetorian Prefect) Rufinus chi phối. StIlyicho bị một số người cáo buộc là muốn toàn quyền khống chế cả hai vị hoàng đế và bị nghi ngờ đã tiếp tay cho đám lính đánh thuê người Goth ra tay ám sát Rufinus vào năm 395; dù chứng cứ xác thực việc StIlyicho có liên quan đến vụ ám sát vẫn còn mơ hồ, cuộc đấu đá dữ dội và xung đột chính trị gay gắt giữa hai viên tướng này mới chỉ là phần chính trong giai đoạn đầu tiên của triều đại Arcadius. Sau khi Rufinus mất, thái giám Eutropius đóng vai trò là cố vấn mới của Arcadius dần dần nắm trọn quyền bính của Đế quốc Đông La Mã.
Thậm chí, Arcadius còn bị chính người vợ yêu quý Aelia Eudoxia khống chế khi cố sức thuyết phục chồng cách chức viên chấp chính quan chuyên quyền Eutropius vào năm 399 để bà mặc sức tiếp tục thao túng chồng. Cùng năm đó, vào ngày 13 tháng 7, Arcadius đã ban hành một chiếu chỉ ra lệnh phá hủy ngay lập tức tất cả các ngôi đền thờ Đa thần giáo còn lại ngoại trừ Kitô giáo. (xem thêm bài Đàn áp tôn giáo thời La Mã cổ đại)
Ảnh hưởng quá lớn của Eudoxia đã bị viên Giáo trưởng thành Constantinopolis John Chrysostom chống đối kịch liệt, vì ông cảm thấy hoàng hậu đã sử dụng sự giàu có của gia đình chỉ để kiểm soát Hoàng đế trái với luân thường đạo lý. Tức giận, Eudoxia đã xúi giục chồng truất phế chức Giáo trưởng của Chrysostom vào năm 404, nhưng ít lâu sau bà mất đột ngột vào cuối năm đó. Eudoxia có với Arcadius bốn người con: ba cô con gái gồm Pulcheria (về sau là vợ của hoàng đế Marcian), Arcadia và Marina, cùng một đứa con trai là Theodosius, tức Hoàng đế Theodosius II trong tương lai.
Sau khi Hoàng hậu Eudoxia mất, suốt phần đời trị vì còn lại của ông lại bị viên pháp quan thái thú Anthemius khống chế, do ông ta từng dàn hòa với StIlyicho ở phía Tây. Bản thân Arcadius chỉ chăm chút đến diện mạo của một giáo đồ sùng đạo hơn là chăm lo việc nước, mội việc đều do các viên cận thần nắm giữ hết, về sau vì quá buồn phiền mà ông lâm trọng bệnh và qua đời vào năm 408 khi mới tròn 30 tuổi. 

## Dấu ấn

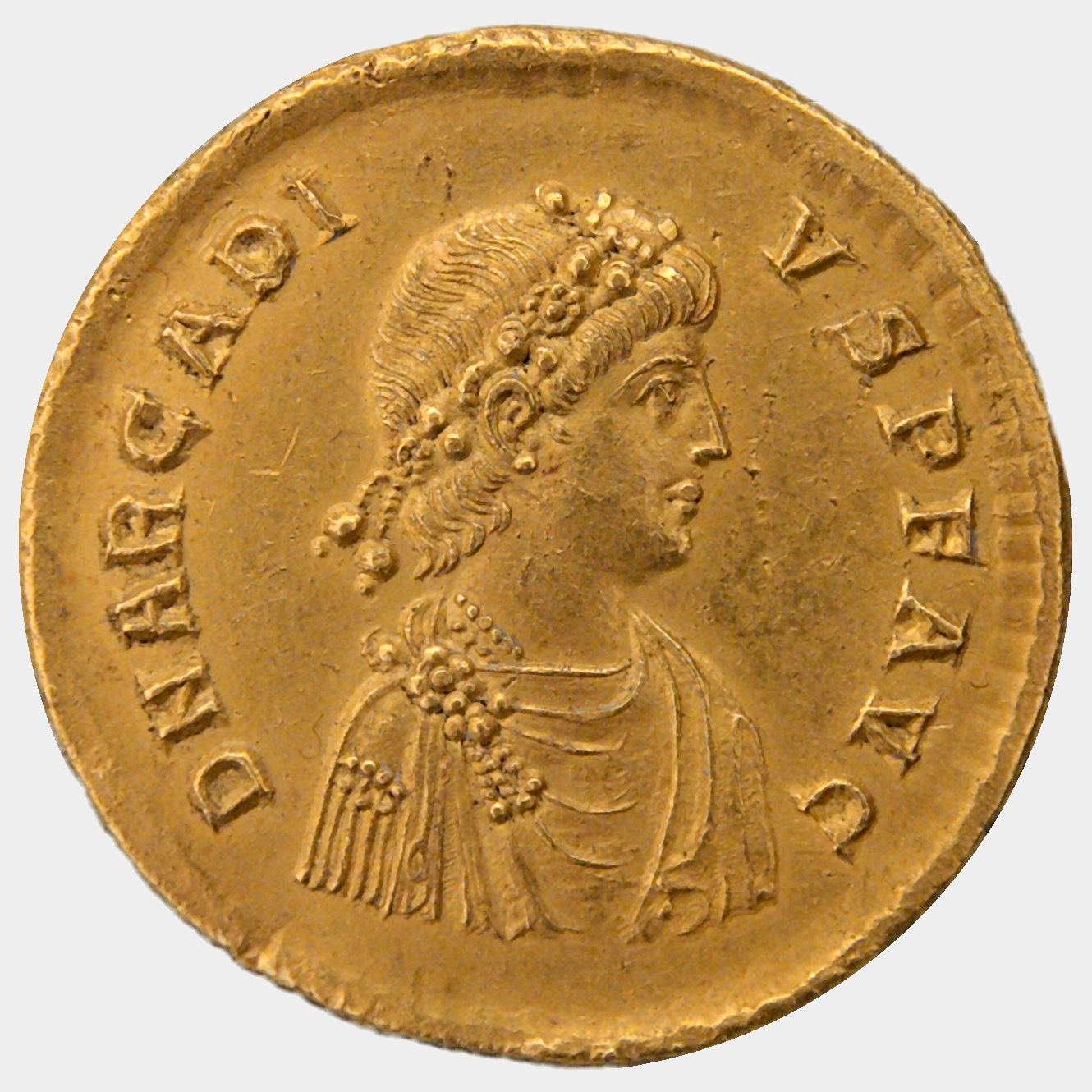
Một đồng tiền Solidus của Arcadius.

Triều đại của Hoàng đế Arcadius luôn bị các cận thần thuộc nhiều phe phái chi phối việc nước và nắm giữ binh quyền, các cuộc xung đột nội bộ khốc liệt đã khiến các phe phái trong triều đều ra sức lôi kéo và chiêu mộ những đội quân chỉ toàn lính đánh thuê người rợ chủ yếu là người Goth ở đô thành Constantinopolis. Trong một đoạn văn của một bộ sử liệu có đề cập đến Gainas, một trong số foederati (đồng minh, ám chỉ các man tộc của người rợ bị trói buộc bởi các hiệp ước với Đế quốc La Mã) người Goth đóng quân ở thủ đô đã bị thảm sát, những người sống sót dưới sự chỉ huy của Gainas chạy trốn đến Thrace, không may họ bị quân triều đình lần theo dấu vết và giết chết toàn bộ trong đó có cả Gainas. Đoạn tài liệu này được giải thích theo quan điểm truyền thống như là một cực điểm trong phản ứng chống người rợ nhằm ổn định nửa phía Đông của Đế quốc La Mã. Nguồn tài liệu chính thống nói về vụ này là bài thần thoại à clef của Synesius xứ Cyrene trong quyển Aegyptus sive de providential được ông viết vào năm 400. một câu chuyện ngụ ngôn được Ai Cập hóa thể hiện nhiều tài liệu mật của các sự kiện, nhưng việc giải thích chính xác chúng tiếp tục gây trở ngại cho không ít những học giả cần mẫn. Truyện De regno của Synesius chứa nhiều bài diễn văn đả kích chống đối người Goth được xác nhận là đã gửi đến cho Arcadius xem. 
Một Forum (chỗ hội họp) mới được xây dựng dựa theo tên của Arcadius, trên ngọn đồi thứ bảy Xērolophos của Constantinopolis, trong đó một cột trụ đã được bắt đầu xây nhằm kỷ niệm"chiến thắng"dẹp loạn Gainas (mặc dù cây cột này chỉ được Theodosius II hoàn thành sau cái chết của Arcadius).
Khối đá cẩm thạch Pentelic khắc họa chân dung phần đầu của Arcadius (xem hình minh họa trên) được phát hiện ở Istanbul gần Tauri Forum vào tháng 6 năm 1949, trong quá trình đào móng xây dựng các công trình mới của trường Đại học tại Beyazit. Cổ được thiết kế để lắp vào một thân,nhưng không có bức tượng, cơ sở hoặc ghi chép được tìm thấy. Vương miện là một dải lụa với hàng ngọc trai dọc theo các cạnh của nó và một hòn đá hình chữ nhật được đặt cùng với các viên ngọc trai lên trên trán của vị Hoàng đế trẻ tuổi.